# Rachid M’Barki
Rachid M’Barki   (Tolosa, febrer 1969) és un periodista i presentador de televisió francès que va ser apartat el 2023 per treballar per Team Jorge elaborant informacions falses.

## Biografia
Procedent d'una família d'origen marroquí, Rachid M'Barki va néixer a Tolosa de Llenguadoc el dia 11 de febrer de 1969. Després d'obtenir un màster en dret públic, va fer unes proves a Radio France Toulouse i hi va descobrir la professió de periodista. El 1997 es va incorporar a Euronews i després a Bloomberg TV.
Quan va arrencar l'any 2005, es va incorporar al canal de notícies contínues BFM TV, on presentava programes informatius nocturns. Paral·lelament a la seva presència a BFM TV, Rachid M'Barki s'encarregava l'any 2020 de la presentació de Bring in the processed del qual RMC Story va comprar els drets el 2019.
El periodista fou suspès de presentar els informatius nocturns del canal BFM TV l'11 de gener de 2023 arran d'una investigació interna per ingerència estrangera sobre continguts emesos pel canal en circumstàncies conflictives que revela la investigació. Story Killers del consorci liderat per Forbidden Stories.
En concret, fou suspès per haver difós falses informacions favorables al Marroc, Sudan o Rússia, en el marc de les seves funcions en l'organització Team Jorge, el grup israelià que va manipular la Consulta sobre la independència de Catalunya del 9 de novembre de 2014. Cobrava 3.000 euros per cada reportatge per defensar les tesis ordenades per l'organització.